# مایک شروپفر
سان مایکروسیستمزمایک شروپفر (به انگلیسی: Mike Schroepfer) یک کارآفرین، معمار فنی و مدیر است که از مارس ۲۰۱۳ مدیر ارشد فناوری (CTO) در متا پلتفرمز است.

## تحصیلات
شروپفر در دبیرستان اسپانیایی ریور در شهر پالم بیچ فلوریدا تحصیل کرد و در سال ۱۹۹۳ فارغ‌التحصیل شد. او دارای مدرک لیسانس (۱۹۹۷) و مدرک کارشناسی ارشد (۱۹۹۹) در رشته علوم کامپیوتر از دانشگاه استنفورد است.

## حرفه
او از اکتبر ۱۹۹۷ تا نوامبر ۱۹۹۹ در شرکت نرم‌افزار کامپیوتری Puffin Designs مهندس نرم‌افزار بود، زمانی که در Reactivity, Inc.، یک مرکز مشاوره نرم‌افزار کامپیوتری، شریک شد.
شروپفر شرکت نرم‌افزار کامپیوتری سنترران (CenterRun) را در ژوئن ۲۰۰۰ تأسیس کرد و به عنوان معمار ارشد و مدیر مهندسی آن انتخاب شد. سنترران توسط سان مایکروسیستمز در نوامبر ۲۰۰۳ خریداری شد. پس از تصدی این مسئولیت، او مدیر ارشد فناوری بخش اتوماسیون مرکز داده Sun ("N1") شد. شروپفر از ژوئیه ۲۰۰۵ تا اوت ۲۰۰۸ معاون مهندسی در شرکت موزیلا بود جایی که او توسعه مرورگر وب فایرفاکس را رهبری کرد. 
او در ژوئیه ۲۰۰۸ مدیر مهندسی فیسبوک شد. در سال ۲۰۰۸ او به عنوان رتبه ۲۰ در لیست ۲۵ فرد تأثیرگذار در فناوری تلفن همراه توسط Laptopmag.com قرار گرفت. در سال ۲۰۱۰، فورچون او و دو همکارش در شعبه فنی فیس بوک را به عنوان شماره ۲۷ در فهرست ۴۰ زیر ۴۰ سال خود قرار داد. شروپفر به خاطر کارش در زمینه هوش مصنوعی در فیسبوک شناخته شده‌است. به ویژه، او در میان تلاش‌های شبکه رسانه‌های اجتماعی برای رسیدگی به تکثیر محتوای نادرست، گمراه کننده و نامناسب در این پلتفرم مورد توجه قرار گرفت. گزارش شد که مارک زاکربرگ معتقد است که فیس‌بوک می‌تواند از طریق فناوری هوش مصنوعی اختصاصی خود، که در ابتدا بر قابلیت تشخیص چهره بیشتر و هدف‌گیری تبلیغات بهتر تمرکز داشت، این مشکل را برطرف کند. به گفته شروپفر، هوش مصنوعی فیسبوک در انواع خاصی از تعدیل محتوا موفق بوده‌است. به عنوان مثال، الگوریتم‌های طبقه‌بندی کننده تصاویر آن می‌توانند به‌طور خودکار عکس‌ها و ویدیوهای حاوی برهنگی را شناسایی و حذف کنند.
شروپفر یکی از اعضای هیئت مدیره شرکت مدیریت سرمایه‌گذاری Wealthfront شد که در ۱۶ نوامبر ۲۰۱۵ اعلام شد.
او در منطقه خلیج سانفرانسیسکو زندگی می‌کند.
در ۲۳ سپتامبر ۲۰۲۱، مایک شروپفر اعلام کرد که سال آینده از سمت مدیر ارشد فناوری فیس‌بوک کناره‌گیری می‌کند.